# Khassakiyya
Khassakiyya fou una guàrdia de corps i escorta, escollida pel sultà mameluc d'Egipte, generalment entre el cos de lliberts del sobirà regnant. La major part dels amirs sortien d'aquest cos. Eren encarregats de l'empresonament dels amirs i governadors rebels. El seu nombre variava entre un mínim de 40 i un màxim de 1.200; el seu nombre va augmentar en entrar en decadència l'aristocràcia militar.